# 히로시마현 제2구
히로시마현 제2구(広島県 第2区)는 일본의 중의원 선거구이다. 1994년 공직선거법으로 신설되었다.
현재 중의원은 자유민주당 소속에 히라구치 히로시이다.

## 지역
- 히로시마시
  - 니시구
  - 사에키구
- 오타케시
- 하쓰카이치시
- 에타지마시 일부